# Камбу де Куален, Анри Шарль дю
Анри-Шарль дю Камбу де Куален (фр. Henri-Charles du Camboust, duc de Coislin; 15 сентября 1665, Париж — 28 ноября 1732, Париж) — французский прелат, епископ Мецкий, по имени которого названа Коаленовский трактат, герцог Куален, барон Поншато и Ла-Рош-Бернар, пэр Франции. Член Французской академии (кресло № 25) с 1710 по 1732 год.

## Биография

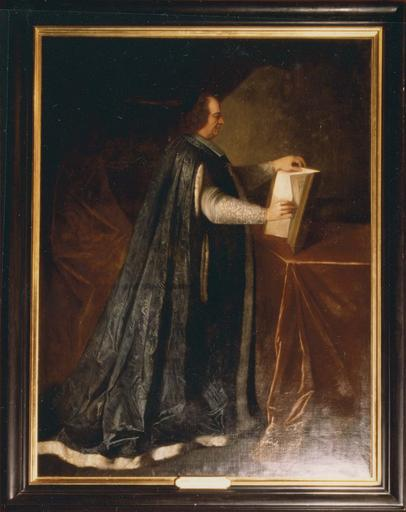
Анри-Шарль дю Камбу де Куален

Родился в аристократической бретонской семье. Сын Армана дю Камбу, герцога Куалена, пэра Франции, прево Парижа, члена Французской академии. Брат Пьера дю Камбу. Правнук канцлера Франции Пьера де Сегье, племянник кардинала, архиепископа Орлеана Пьера-Армана дю Камбу де Куалена.
С 1684 года — Настоятель аббатства Сен-Жорж де Бошервиль Архиепархии Руана.
С мая 1697 года — князь-епископ Меца. 22 декабря 1697 г. — епископ Меца.
Командор Ордена Святого Духа (с 1701), с 1710 г. руководил духовным домом королевского двора («Maison ecclésiastique du roi de France»). Стал пэром Франции, бароном Поншато и Ла-Рош-Бернар.
В 1714 года выступил против буллы Unigenitus. Автор трактата отрицанвшего папскую буллу Unigenitus, который произвел сенсацию во всей французской церкви из-за личности его автора, важности руководимой им епархии и резкости осуждения буллый. Людовик XIV осудил трактат Указом от 5 июля 1714 г.
Был почётным членом Академии надписей и изящной словесности.
От своего прадеда канцлера Сегье де Куален (латинизированное имя Coislinus) унаследовал богатую библиотеку, в том числе почти 400 древних рукописей на греческом языке. Среди последних была рукопись Куаленовского трактата, которая до 1643 г. находилась в библиотеке Великой Лавры на Афоне.